# Энгомитис, Панайотис
Панайотис Энгомитис, также известный как Йотис Энгомитис (греч. Παναγιώτης "Γιώτης" Εγκωμίτης; род. 26 мая 1972[…], Фамагуста) — кипрский футболист и футбольный тренер. Выступал за сборную Кипра.

## Биография

### Клубная карьера
Начинал карьеру в кипрском клубе «Этникос», откуда позже перешёл в «Анортосис». За три сезона проведённых в «Анортосисе», трижды становился чемпионом Кипра. С 2000 по 2006 год был игроком греческого клуба ПАОК, провёл 78 матчей и забил 10 голов в Суперлиге Греции. Дважды выигрывал кубок страны, был автором первого забитого гола в финальном матче с «Олимпиакосом» (4:2) в сезоне 2000/01. В 2006 году вернулся на Кипр, в клуб «Этникос», в котором и завершил карьеру игрока по окончании сезона 2008/09.

### Карьера в сборной
Был игроком сборной Кипра, за которую выступал с 1994 по 2003 год. Провёл 45 матчей и забил 7 мячей, в том числе 10 матчей в рамках отбора на чемпионаты мира и 15 матчей (и 2 гола) в рамках отбора к чемпионатам Европы.
| Список голов Энгомитиса за сборную Кипра | Список голов Энгомитиса за сборную Кипра | Список голов Энгомитиса за сборную Кипра | Список голов Энгомитиса за сборную Кипра | Список голов Энгомитиса за сборную Кипра | Список голов Энгомитиса за сборную Кипра | Список голов Энгомитиса за сборную Кипра |
| №                                        | Дата                                     | Оппонент                                 | Счёт                                     | Гол                                      | Турнир                                   |                                          |
| ---------------------------------------- | ---------------------------------------- | ---------------------------------------- | ---------------------------------------- | ---------------------------------------- | ---------------------------------------- | ---------------------------------------- |
| 1                                        | 15 февраля 1995                          | Эстония                                  | 3:1                                      | 83′                                      | кубок Кипрской футбольной ассоциации     |                                          |
| 2                                        | 8 марта 1995                             | Швеция                                   | 3:3                                      | 85′                                      | товарищеский матч                        |                                          |
| 3                                        | 14 февраля 1997                          | Латвия                                   | 2:0                                      | 20′                                      | кубок Кипрской футбольной ассоциации     |                                          |
| 4                                        | 19 августа 1998                          | Албания                                  | 3:2                                      | 63′                                      | товарищеский матч                        |                                          |
| 5                                        | 5 сентября 1998                          | Испания                                  | 3:2                                      | 43′                                      | отборочные матчи ЧЕ-2000                 |                                          |
| 6                                        | 5 сентября 1999                          | Израиль                                  | 3:2                                      | 27′                                      | отборочные матчи ЧЕ-2000                 |                                          |
| 7                                        | 28 февраля 2001                          | Украина                                  | 4:3                                      | 39′                                      | кубок Кипрской футбольной ассоциации     |                                          |

## Тренерская карьера
После завершения игровой карьеры остался в системе «Этникоса». В сезоне 2010/11 был тренером клубной академии. Затем, с 2012 по 2017 год (с незначительными перерывами), занимал должность ассистента главного тренера. С февраля по март 2016 года был ассистентом в «Анортосисе», но вскоре вернулся в «Этникос». Дважды, в 2016 и 2017 годах, исполнял обязанности главного тренера. С июля по ноябрь 2017 года и с июня 2018 по декабрь 2019 сам был главным тренером клуба. С июня 2020 года был тренером сборной Кипра до 17 лет. 18 февраля 2021 года перешёл на работу в основную сборную Кипра в качестве ассистента.

## Достижения
«Анортосис»
- Чемпион Кипра (3): 1997/98, 1998/99, 1999/00
- Обладатель Кубка Кипра: 1997/98

ПАОК
- Обладатель Кубка Греции (2): 2000/01, 2002/03

## Личная жизнь
Сын — Теодорос (р. 2006), также футболист.